# René-Nicolas Dufriche Desgenettes
Pour les articles homonymes, voir Dufriche et Desgenettes.
René-Nicolas Dufriche, baron Desgenettes, né le 23 mai 1762 à Alençon et mort le 3 février 1837 à Paris, est un médecin militaire français.

## Biographie
Né d’un père avocat au parlement de Rouen, Desgenettes a étudié au collège des jésuites d’Alençon. Après avoir terminé ses études classiques à Sainte-Barbe et au collège du Plessis à Paris, dès 1776, il a suivi les cours du Collège de France et s’est ensuite adonné avec ardeur à l’étude de la médecine.
Il commence des études de médecine et se forme dans les services hospitaliers de Pelletan et de Vicq d’Azyr, et fréquentant les services parisiens de Desbois de Rochefort et de Boyer, ainsi que Buffon, Daubenton et Lacepède. À la mort de sa mère, il s’est quelque peu éloigné de la médecine et voyagé, en Angleterre de 1782 à 1785, puis en Italie. À Londres, il suit l’enseignement de John Hunter et de John Moore (en). Il a passé quatre ans à Florence et à Sienne puis à Rome et à Naples, rencontrant Antonio Scarpa et Paolo Mascagni.
Revenu en France dans le cours de 1789, il est reçu docteur à l’université de Montpellier, à la suite d’une thèse remarquable ayant pour titre : Essai physiologique sur les vaisseaux lymphatiques. Il est reçu membre de la Académie des sciences de Montpellier, et correspondant de l’Académie royale de médecine.
En 1791, il monte à Paris, où l’agitation politique est à son comble, et prend fait et cause pour les Girondins. Lors de leur élimination par les Montagnards sous la Terreur, il se réfugie à Rouen. Sur les conseils de Vicq-d’Azyr, il s’engage alors dans l’armée.
Souhaitant servir la France menacée de toute part par les États européens de la Première Coalition, depuis qu’elle était devenue une République, en septembre 1792, il a sollicité et obtenu, au mois de février 1793, d’être envoyé à l’armée réunie sur les frontières d’Italie, où il a déployé une activité et un courage qui l’ont fait placer, par la suite, au premier rang des médecins militaires. En mars 1793, il est affecté à l’hôpital ambulant de l’armée de la Méditerranée, en Italie, dont il connaissait parfaitement la langue, le climat et les maladies particulières.
En effet, durant cette première campagne, toujours aux avant-postes, il s’est occupé d’un travail important sur la réorganisation des hôpitaux. Dans l’armée d’Italie, de 1793 à 1795, il fait la connaissance de Napoléon Bonaparte qu’il éblouit par son intelligence et l’étendue de sa culture. Quelques années plus tard, celui-ci se souviendra de lui et le fera nommer médecin en chef de l’expédition d’Égypte. Affecté à la division commandée par le général Masséna, il est confronté à une épidémie de typhus qui l’atteint, lui et Masséna. Le 24 nivôse an II (13 janvier 1794), il prit la direction de l’hôpital d’Antibes, sur lequel affluaient tous les malades, revint à l’armée le 30 fructidor an II (16 septembre 1794) pour y diriger en chef le service de la division de droite, alors à Loano et les représentants le chargèrent, le 2 nivôse an III (22 décembre 1794), d’organiser le service médical de l’expédition maritime destinée à reconquérir la Corse livrée aux Anglais par Pascal Paoli.
Après l’abandon de ce projet d’expédition, il rejoint l’armée active à Albenga, où il apprend qu’à la demande de Barras et sur la recommandation de Bonaparte, il avait été nommé, le 7 brumaire an IV (29 octobre 1795), médecin ordinaire de l’hôpital du Val-de-Grâce et de la 17e division militaire (Paris). Un an plus tard, Il est professeur de physiologie et de physique médicale. L’année suivante, le général Bonaparte, qui avait apprécié son mérite, fait des démarches réitérées auprès du Directoire pour se l’attacher ; mais par un esprit de mesquine jalousie, les directeurs le retiennent à Paris, le trouvant, disent-ils, plus utile à la République française dans une école qu’aux ambulances.
Desgenettes a profité de cette période de repos forcé pour rédiger son mémoire sur l’utilité des pièces anatomiques artificielles, dans lequel, après en avoir tracé l’histoire et donné des détails sur la magnifique collection de Florence, il engageait le gouvernement français à fonder à Paris un établissement analogue. Peu après la Révolution française, il fréquente le salon d’Anne-Catherine Helvétius. Pariset note que, dans ses fonctions de professeur, le savant n’était récompensé de ses sacrifices de fortune et de santé que par l’indifférence et l’ingratitude ; il a démissionné à quatre reprises dans le cours du mois de floréal an V et à chaque fois, fois le ministre l’a refusée.
Bonaparte, de retour à Paris après la paix de Campo-Formio, revoit Desgenettes et finit par obtenir du Directoire, le 23 nivôse an VI (12 janvier 1798), l’engagement de son protégé à l’armée d'Angleterre. L’organisation de cette armée sur les côtes de l’Océan n’ayant pour but que de celer les préparatifs de l’expédition d'Égypte, il a reçu, dès le 1er pluviôse an VI (20 janvier 1798), l’ordre de se rendre à Toulon pour y remplir, dans l’armée du général Bonaparte, les fonctions de médecin en chef. En 1798, il est nommé médecin chef de l’armée d’Orient. Bonaparte l’invitera à bord du navire amiral l’Orient. À peine arrivé en Égypte, Desgenettes eut à lutter avec les maladies nombreuses que le climat torride, les bivouacs continuels et le manque d’eau potable occasionnaient au sein de l’armée. Il y instaura des mesures d’hygiène et de prophylaxie rigoureuses : toilette, nettoyage des vêtements, désinfection des locaux, surveillance de l’alimentation. Des cas de variole, de scorbut, de conjonctivite aiguë contagieuse et de dysenterie sont observés qui lui donnent une bonne expérience de la médecine militaire.
L’expédition de Syrie fut résolue. En tant que médecin-chef de l’armée d’Orient, Desgenettes doit faire face à une épidémie de peste, au cours de sa marche à travers le désert de Syrie. Afin de soutenir le moral des troupes, il nie l’existence de la maladie et interdit que ce nom soit prononcé. Lorsque Napoléon s’est vu obligé de lever le siège de la forteresse de Saint-Jean-d'Acre, le 28 avril 1798, il a demandé au personnel du Service de Santé d’évacuer les blessés et les malades et d’abréger la vie des pestiférés par de fortes doses d’opium. Desgenettes a refusé avec détermination de sacrifier les soldats décimés par la peste et Napoléon acceptera que les mourants soient transportés jusqu’à Jaffa. Les deux hommes s’affronteront à nouveau lors de la question de l’évacuation des pestiférés de Jaffa qui les laissera en froid.
À son retour en France, vers la fin de fructidor an IX, Desgenettes fut désigné pour être médecin en chef à l’hôpital militaire d’instruction de Strasbourg ; mais sa nouvelle qualité de professeur adjoint à l’École de médecine de Paris et le besoin de stabilité après une campagne pénible, lui firent demander la faveur de continuer ses fonctions de médecin à l’hôpital du Val-de-Grâce et le premier Consul approuva la proposition qui lui en fut faite le 8 nivôse an X (29 décembre 1801). La même année, nommé membre de l’Institut et membre associé des Sociétés de médecine de Marseille et de Montpellier, il publia, vers le commencement de l’an XI, son Histoire médicale de l’armée d’Orient, qui produisit une grande sensation dans le monde savant.
Membre de la Légion d’honneur le 25 prairial an XII (14 juin 1804), il est, au lendemain de la proclamation de l’Empire, nommé inspecteur général du Service de santé des Armées. Membre, en l’an XIII, de la commission envoyée par l'empereur en Toscane, pour étudier le caractère de l’épidémie qui régnait alors, il fut en l’an XIV en Espagne avec d’autres médecins français pour y faire des recherches sur la fièvre jaune et reprit ses fonctions au Val-de-Grâce en janvier 1806. Depuis la reprise des hostilités, les fatigues de trois campagnes consécutives avaient introduit dans l’armée de nombreuses maladies.
Le 6 avril 1807, ayant reçu de l’empereur l’ordre de rejoindre le grand quartier général, son fils unique mourant, il a cessé de lui donner des soins pour partir dans les vingt-quatre heures. En 1807, il est nommé médecin-chef de la Grande Armée mais manquera les batailles d’Eylau, de Friedland et de Wagram. Après la paix de Tilsitt, il demanda à rentrer dans la vie privée pour se consacrer tout entier à sa famille ; mais Napoléon Ier refusa de consentir à un tel sacrifice. Desgenettes quitta Berlin avec un congé, au mois de mai 1808 et revint à Paris, d’où il repartit au mois d’octobre pour accompagner l’Empereur en Espagne, où ce dernier avait jugé sa présence nécessaire.
Comblé de faveurs par l’Empereur en dépit de la liberté de ses propos et son indépendance d’esprit, il est fait chevalier en 1809, puis baron de l’Empire en 1810. Il fera partie de la campagne de Russie, où il organisera les soins de son mieux. Fait prisonnier à Vilna durant la retraite de Russie, le 10 décembre 1812, le seul énoncé de son nom lui vaudra la liberté. Le tsar Alexandre Ier le libérera en reconnaissance des soins qu’il a prodigués aux soldats russes et le fera raccompagner par sa garde de Cosaques jusqu’aux avant-postes français, à Magdebourg, le 20 mars 1813. Il en partit pour Paris, chargé d’une mission secrète du vice-roi auprès de Napoléon, s’en acquitta et repartit dans le courant d’avril pour aller reprendre ses fonctions de médecin-en-chef de la Grande Armée.
Au cours de la campagne d’Allemagne, il a été bloqué, après la défaite de Leipzig, dans la citadelle de Torgau, où il a enrayé une épidémie de typhus. Nommé médecin en chef de la Garde impériale, par un décret impérial du 5 octobre 1813, alors qu’il était enfermé dans Torgau, les circonstances ne lui ont pas permis pas d’entrer en fonction. Après la capitulation de Torgau, le 2 janvier 1814, il se disposait à revenir en France, lorsque, au mépris des traités, on l’a de nouveau retenu prisonnier dans Dresde. N’ayant pu rentrer à Paris qu’à la fin de mai, il a alors appris que le ministre Dupont de l’Étang lui avait retiré son titre de médecin de la Garde.
Brimé d’un côté par l’administration militaire, on tentait d’un autre côté de le déposséder de sa chaire d’hygiène à la Faculté de médecine de Paris, dont le Consulat l’avait doté en récompense de sa conduite devant Saint-Jean-d'Acre. Pour pallier ces iniquités, on le nommait commandeur de la Légion d'honneur. À son avènement au ministère, le maréchal Soult l’a rendu à ses fonctions de médecin en chef et de professeur à l’hôpital du Val-de-Grâce. Napoléon, à son retour, lui a, quant à lui, remis en possession de ses titres d’inspecteur en chef du Service de santé et de médecin en chef de la Garde, le nommant, le 20 mai, médecin en chef de l’armée du Nord.
Pendant les Cent-Jours, il retrouve sa place de médecin en chef de la Garde impériale et assiste à la bataille de Waterloo. Il revient à Paris avec l’armée, Louis XVIII le maintient dans ses fonctions au Val-de-Grâce, le 1er juillet, et à la Faculté de médecine de Paris, où il est chargé de l’enseignement de l’Hygiène et réintégré au Conseil général de Santé des armées en 1819 (ancienne Inspection générale), pour ne cesser ses fonctions d’inspecteur général qu’en janvier 1816, à la suppression de ce titre.
Reçu membre de l’Académie royale de médecine, en 1820, il a été révoqué, en 1822, à la suite de manifestations étudiantes, avant d’être réintégré en 1830 et élu membre de l’Académie des sciences, sous la monarchie de Juillet. Un portrait de lui, réalisé en 1828 par Horace Vernet est conservé au musée du Service de santé des armées à l’abbaye du Val-de-Grâce.
Après la Révolution de 1830, le baron Desgenettes a été nommé, le 14 novembre, maire du 10e arrondissement de Paris, dont il a rempli les fonctions jusqu’aux élections municipales de 1834. Nommé, le 2 mars 1832, médecin en chef des Invalides. Il avait épousé une fille de Jean Colombier, également médecin militaire.
Son nom figure finalement sur l’arc de triomphe de l'Étoile. Il était membre de l’Académie des sciences, arts et belles-lettres de Caen et de lAcadémie des sciences, belles-lettres et arts de Rouen. L’hôpital militaire de Lyon porte son nom. Ses mémoires ont été publiés en 1836 sous le titre de Souvenirs de la fin du XVIIIe et du commencement du XIXe siècle.

## Publications partielles
- Histoire médicale de l’armée d’Orient, Paris Ve, Panckoucke, 1812 ; rééd. Paris, BIUM, 2007.
- Essais de biographie et bibliographie médicales, Paris, Panckoucke, 1825.
- Souvenirs de la fin du XVIIIe et du commencement du XIXe siècle, 2 t., Paris, Firmin Didot frères, 1835-1836.
- Fragmens de médecine militaire, Paris, Didot, 1820.
- Éloge de M. Hallé, prononcé le 18 novembre 1822, devant la faculté de médecine de Paris, Paris, Didot le Jeune, 1822.
- Éloges des Académiciens de Montpellier : pour servir à l'histoire des sciences dans le XVIIIe siècle, Paris, Imp. de Bossange et Masson, 1811, 322 p., in-8º (OCLC 797002695, BNF 30330980, lire en ligne).
- Franklin, Paris, C.-L.-F. Panckoucke, 1821.
- Mélanges de médecine, Paris, C.L.F. Panckoucke, 1827.
- Études sur le genre de mort des hommes illustres de Plutarque et des empereurs romains, Paris, Didot, 1833.
- Examen de quelques idées du maréchal de Saxe sur la santé des troupes, Paris, [s.n.], 1829.
- Remarques sur les institutions militaires de Végèce, Paris, [s.n.], 1828.
- Extrait du Mémoire de H. Fouquet utilité des bains de terre dans la phthisie, Paris, Panckoucke, 1827.
- Fragmens de gymnastique médicale : du saut, de la course et de la danse, Paris, Panckoucke, 1828.